# Grupo NGC 2997
O Grupo NGC 2297 é um grupo de galáxias a aproximadamente 24.8 milhões de anos-luz de distância da Terra. É um dos grupos do Superaglomerado local, que constém o Grupo Local.